# Black Orchids
Black Orchids er en amerikansk stumfilm fra 1917 af Rex Ingram.

## Medvirkende
- Cleo Madison som Marie de Severac/Zoraida
- Francis McDonald som George Renoir/Ivan
- Dick La Reno som Emile de Severac
- Wedgwood Nowell som Marquis de Chantal
- Howard Crampton som Baron de Maupin